# 长崎曲腹蛛
长崎曲腹蛛（学名：Cyrtarachne nagasakiensis），又名長崎鳥糞蛛，为园蛛科曲腹蛛属的动物。分布于日本、朝鲜、韩国、印度以及中国大陆的安徽、湖南、贵州、云南、四川等地，主要生活于山区灌木丛及稻田。该物种的模式产地在日本。